# Валенса (район)
Валенса (порт. Valença) — район (фрегезия) в Португалии, входит в округ Виана-ду-Каштелу. Является составной частью муниципалитета Валенса. По старому административному делению входил в провинцию Минью. Входит в экономико-статистический субрегион Минью-Лима, который входит в Северный регион. Население составляет 3483 человека на 2001 год. Занимает площадь 2,51 км².